# Ököljog (film)
Az Ököljog (eredeti cím: Pit Fighter) 2005-ös amerikai akciófilm Jesse V. Johnson rendezésében. A főszerepet Dominique Vandenberg, Steven Bauer, Stephen Graham és Scott Adkins alakítja.

## Cselekmény
Jack Severino nem emlékszik a múltjára. Időnként durva Vale Tudo küzdelmekben vesz részt egy kis dél-amerikai faluban. Egyetlen barátja indián menedzsere, Manolo, aki a szegénység elől próbál menekülni. Jacket erőszakos múltja utoléri, amikor egy évek óta nem látott nő feleleveníti az emlékeit.

## Szereplők
- Dominique Vandenberg – Jack Severino
- Steven Bauer – Manolo
- Fernando Carrillo – Veneno
- Stephen Graham – Harry
- Stana Katic – Marianne
- Scott Adkins – Nathan
- Timothy V. Murphy – Michael atya
- Ric Sarabia – Dr. Vincent
- Carlos Buti – Carlos
- Catherine Munden – Szűz Mária
- Fivel Stewart – Lucinda
- Eddie Morales – Don Rafael
- Erich A. Muller – Julio Zambista
- Andre McCoy – brazil harcos
- Marco Khan – orosz harcos
- Edwin Villa – capoeira harcos